# Nur Jahan

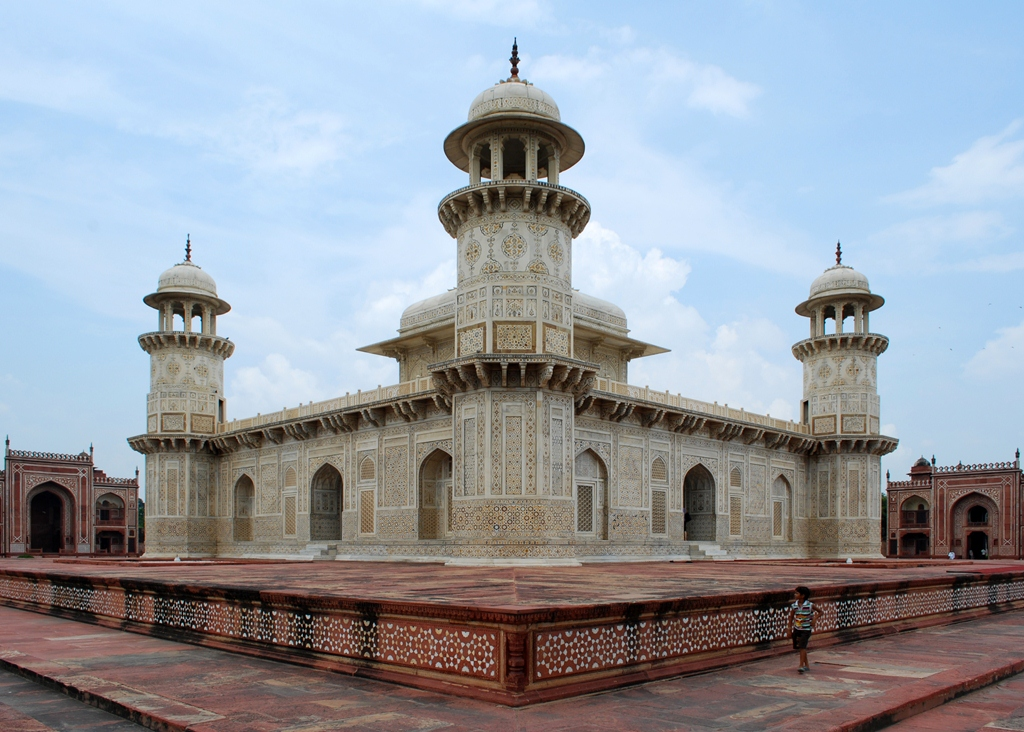
Tombe van Itimad ud-Daulah in Agra, die Nur Jahan voor haar vader Mirza Ghiyath Beg bouwde.

Nur Jahan (oorspronkelijke naam: Mihr-al-Nisa; Kandahar, 1577 - Lahore, 17 december 1645) was de vrouw van Jahangir, keizer van het Mogolrijk in India. Met haar schoonheid, intelligentie en sterke persoonlijkheid domineerde Nur Jahan haar aan alcohol en opium verslaafde echtgenoot. Ze fungeerde als medeheerser en oefende voor een vrouw ongekende invloed uit aan het Mogolhof. 

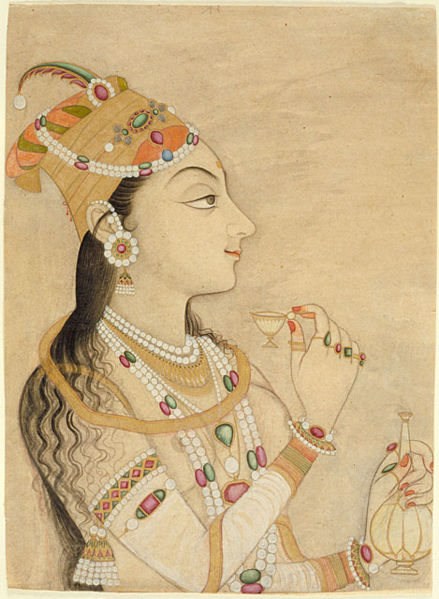
Geïdealiseerd portret van Nur Jahan (ca. 1725)

Mihr-al-Nisa's vader was een Perzische edelman, Mirza Ghiyath Beg, die in dienst van Jahangirs vader Akbar razendsnel carrière maakte binnen de bestuurlijke en militaire elite van het Mogolrijk, de manṣabdārs. Als bewaker van de schatkist en vizier onder Jahangir was Mirza Ghiyath Beg de machtigste man in het rijk na de keizer. Vanwege zijn verdiensten mocht hij de titel Itimad ud-Daulah ('Pilaar van de Staat') voeren. Mihr-al-Nisa's oudere broer Asaf Khan had als generaal eveneens een machtige positie aan het hof. Diens dochter Arjumand Bano Began, beter bekend als Mumtaz Mahal ('Ornament van het Paleis'), trouwde in 1612 met Jahangirs zoon Khurram, de latere keizer Shah Jahan. Shah Jahan bouwde het mausoleum Taj Mahal als laatste rustplaats voor zijn geliefde vrouw.  
Aanvankelijk was Mihr-al-Nisa getrouwd met een eveneens uit Perzië afkomstige man, Ali Quli Istajlu. Deze droeg de titel Sher Afghan Khan. Het stel kreeg in 1594 een dochter, eveneens Mihr-al-Nisa genaamd. Sher Afghan Khan was in 1607 echter betrokken bij een rebellie tegen de nieuwe Mogolheerser Jahangir en werd in Bengalen gedood. Mihr-al-Nisa en haar dochter werden opgenomen in de keizerlijke harem.
Jahangir ontmoette Mihr-al-Nisa in 1611 en viel onmiddellijk voor haar. Binnen twee maanden waren ze getrouwd. De 34-jarige bruid kreeg aanvankelijk de titel Nur Mahal ('Licht van het Paleis'), maar later werd dit opgewaardeerd tot Nur Jahan ('Licht van de Wereld'). Weliswaar was Nur Jahan Jahangirs twintigste echtgenote, maar als zijn favoriete vrouw domineerde ze al snel het hof. Jahangir was een zeer complexe persoonlijkheid. Hij was weinig geïnteresseerd in politiek en financiële zaken, maar kon meedogenloos en wreed optreden om zijn machtspositie veilig te stellen. Jahangir was een liefhebber van wetenschap en verfijnde cultuur en schreef - net als zijn overgrootvader Babur - zijn eigen memoires. Zijn grootste zwakte was echter zijn verslaving aan alcohol en opium, waardoor hij met langdurige periodes van indolentie en ziekte te kampen had. Naar eigen zeggen trilden zijn handen soms zozeer, dat hij zijn eigen drinkbeker niet meer kon vasthouden.
Met instemming van Jahangir trok Nur Jahan de regeringszaken naar zich toe. Ze ondertekende mede de decreten van de regering en haar naam verscheen op nieuw geslagen munten. Nur Jahan was net als haar echtgenoot kunstzinnig en creatief. Ze ontwierp tapijten en weefsels in kant en brokaat, schreef gedichten en introduceerde nieuwe gerechten en parfums aan het hof. Ze bevorderde de Mogol-architectuur met het bouwen van karavanserais en tuinen. Haar grootste prestatie was echter de tombe van Itimad ud-Daulah die ze in de jaren 1620 liet bouwen voor haar in 1622 overleden vader Mirza Ghiyath Beg. De wit marmeren, rijk gedecoreerde graftombe bevindt zich binnen een ommuurde tuin aan de oever van de Yamuna in Agra. Eenzelfde ontwerp ligt ten grondslag aan de later gebouwde Taj Mahal. 
Aanvankelijk werkte Nur Jahan goed samen met prins Khurram, de man van haar nichtje en de beoogde troonopvolger van Jahangir. Khurram was belast met de oorlog in de Deccan. In 1619 arrangeerde Nur Jahan echter een huwelijk tussen haar dochter bij haar eerste echtgenoot en Shahriyar, een andere zoon van Jahangir. Samen hadden Jahangir en Nur Jahan geen kinderen. Khurram zag in dit huwelijk een bedreiging voor zijn eigen aspiraties voor de troon. In 1622 kwam Khurram in opstand toen Shahriyar het commando kreeg over een expeditie naar Kandahar. Uiteindelijk zegevierden de legers van Jahangir en Nur Jahan. Khurram moest de door Nur Jahan gedicteerde voorwaarden accepteren: hij werd verbannen naar de Deccan en twee van zijn zoons, Aurangzeb en Dara Shikoh, in gijzeling aan het hof achterlaten. 
Op 28 oktober 1627 stierf Jahangir. Op dat moment schaarde Asaf Khan, Nur Jahans broer, zich achter zijn schoonzoon Khurram. Hij sloot Nur Jahan op, bevrijdde de zoons van Khurram en versloeg het leger van Shahriyar. Khurram gaf Asaf Khan opdracht om Shahriyar en alle andere overgebleven troonpretendenten te vermoorden. Op 24 januari 1628 arriveerde Khurram zelf in Agra en nam onder de naam Shah Jahan plaats op de troon. 
Nur Jahan werd verbannen naar Lahore, waar ze de supervisie voerde over de bouw van Jahangirs mausoleum. Ze kreeg een jaarlijkse toelage van 200.000 roepie en overleed in 1645 op 68-jarige leeftijd. Ze ligt begraven in de door haar zelf ontworpen tombe Shahdara Bagh in Lahore. 